# Diphasiastrum wilceae
Diphasiastrum wilceae là một loài thực vật có mạch trong Họ Thạch tùng. Loài này được Ivanenko mô tả khoa học đầu tiên năm 2003.